# بیچ بویز
بیچ بویز (انگلیسی: The Beach Boys) گروه راک آمریکایی است که در سال ۱۹۶۱ توسط برادران ویلسون (برایان، دِنیس و کارل) به همراه مایک لاو و اَل جَردین تشکیل شد. این گروه تنها گروه راک بود که در دهه ۶۰ توانست با بیتلز - هرچند برای مدت کمی - رقابت کند.∗
بیچ بویز در همان اولین سال شکل‌گیری خود آهنگی با نام «'Surfin» ساخت که دارای یکی از پیچیده‌ترین و زیباترین هارمونیهایی بود که تا به حال از یک گروه راک شنیده شده‌است، و سپس در سال ۱۹۶۲ اولین آلبوم خود را در با نام «Surfin' Safari» منتشر کرد.
گروه در طی سال‌های فعالیت خود دچار مشکلات بسیاری شد، از جمله بیماری و اعتیاد برایان ویلسون به موادمخدر، مرگ دنیس در سال ۱۹۸۳ و نیز مرگ کارل در سال ۱۹۹۸، که باعث کناره‌گیری اَل جَردین و برایان ویلسون از گروه شد. هرچند از آن موقع تاکنون مایک لاو و بروس جانستِن همچنان به برگزاری تورهای بیچ بویز ادامه می‌دهند.

## آلبوم‌ها
- Surfin' Safari ۱۹۶۲
- Surfin' USA - ۱۹۶۳
- Surfer Girl - ۱۹۶۳
- Little Deuce Coupe - ۱۹۶۳
- Shut Down Volume 2 - ۱۹۶۴
- All Summer Long - ۱۹۶۴
- The Beach Boys' Christmas Album - ۱۹۶۴
- The Beach Boys Today! - ۱۹۶۵
- Summer Days (and Summer Nights!!) - ۱۹۶۵
- Beach Boys' Party! - ۱۹۶۵
- Pet Sounds - ۱۹۶۶
- Smiley Smile - ۱۹۶۷
- Wild Honey - ۱۹۶۷
- Friends - ۱۹۶۸
- Stack-O-Tracks - ۱۹۶۸
- ۱۹۶۹–۲۰/۲۰
- Sunflower - ۱۹۷۰
- Surf's Up - ۱۹۷۱
- Carl and the Passions - "So Tough» - ۱۹۷۲
- Holland - ۱۹۷۳
- Fifteen Big Ones - ۱۹۷۶
- Love You - ۱۹۷۷
- M.I.U. Album - ۱۹۷۸
- L.A. (Light Album) - ۱۹۷۹
- Keepin' the Summer Alive - ۱۹۸۰
- The Beach Boys - ۱۹۸۵
- Still Cruisin' - ۱۹۸۹
- Summer in Paradise - ۱۹۹۲
- Stars and Stripes Vol. 1 - ۱۹۹۶

## اعضا

### فعلی
- مایک لاو: آواز اصلی
- بروس جانستِن: گیتار بیس، کیبورد و آواز

### قبلی
- برایان ویلسون: گیتار بیس و کیبورد
- دِنیس ویلسون: درام
- کارل ویلسون: گیتار لید و آواز
- اَل جَردین: گیتار ریتم و آواز
- ریکی فَتار: درام
- دیوید مارکس: آواز
- بلاندی چپلین: گیتار بیس و آواز

### میهمان
- گلِن کمپبل: گیتار بیس، کیبورد. آواز
- مایک کووالسکی: درام
- اِد کارتِر: گیتار بیس
- بابی فیگوریو: درام
- مایک مِروس: ارگ
- آدریان بیکِر: گیتار الکتریک و آواز
- جِف فاسکِت: گیتار الکتریک و آواز
- مَت جاردین: پرکاشن و آواز
- کریس فارمِر: گیتار بیس
- تیم بانهوم: کیبورد
- فیل برَدوول: گیتار الکتریک
- اسکات تاتِن: گیتار الکتریک
- جان کوسیل: کیبورد و آواز
- رَندِل کیرش: گیتار الکتریک